# 焦点小组
焦点小组，也称焦点团体、焦点群众，是質性研究的一种方法，就某一产品、服务、概念、广告和设计，而通过询问和面谈的方式采访一个群体以获取其观点和评价。该焦点小组的成员往往经过实验者选择而定，并保证在实验过程中被试方能够充分分享其意见和主张。
首个焦点小组为哥伦比亚大学应用社会研究局专家罗伯特·默顿（Robert K. Merton）在实验中產生。其原理念则由心理学家、市场分析师内斯特·迪希特（Ernest Dichter）创建。